# Hjalmar Böttiger
Per Astley Hjalmar Böttiger, född 6 april 1863 i Norrköping, död 10 maj 1934, var en svensk bankman.
Efter mogenhetsexamen 1883 var Böttiger elev vid Smedmans handelsskola samma år, inträdde i Östergötlands Enskilda Banks tjänst samma år och i AB Stockholms Handtverksbanks tjänst 1885, var e.o. tjänsteman i Sveriges riksbank 1885–93, kamrerare vid Västerbottens Enskilda Banks avdelningskontor i Stockholm 1893–98, styrelseledamot och verkställande direktör för Bankaktiebolaget Stockholm-Öfre Norrlands avdelningskontor i Gävle 1899–1907, verkställande direktör vid Helsinglands Enskilda Banks huvudkontor i Söderhamn 1907–17 samt vice verkställande direktör i AB Mälarprovinsernas Bank 1917–23. Han ligger begravd på Norra begravningsplatsen i Stockholm.